# Principio de riesgo y ventura

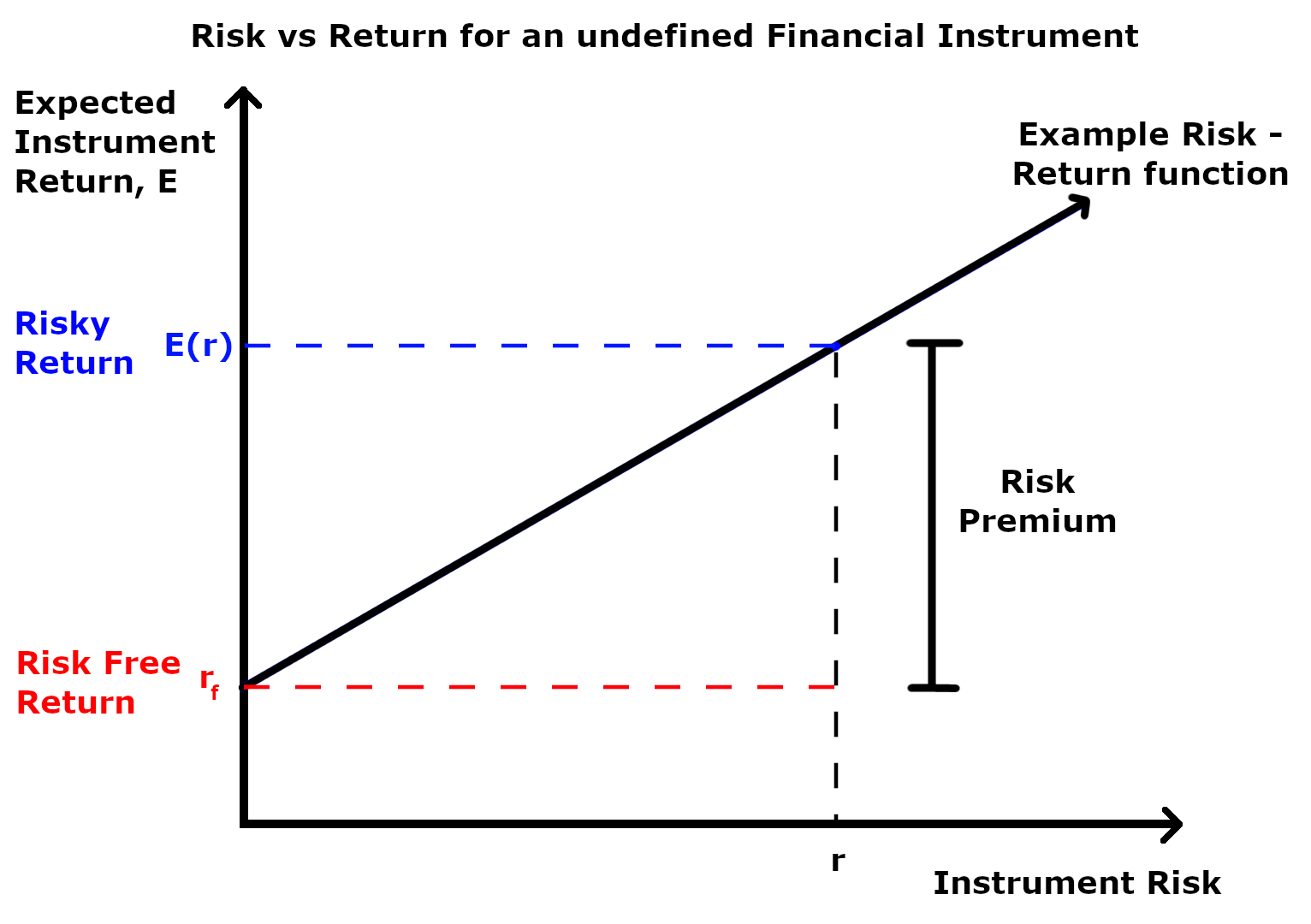
Gráfico riesgo-beneficio, con indicación de la prima de riesgo

El principio de riesgo y ventura es la asunción de que una actividad empresarial, planeada con afán de lucro, puede ir peor o mejor de lo planeado. El Diccionario panhispánico del español jurídico lo define como «principio por el que el contratista asume los riesgos a que está expuesto el desarrollo de un contrato y que repercuten en el beneficio económico que espera obtener». 
El Tribunal Supremo de España, en una sentencia del 27 de octubre de 2009, dictaminó: «Ello implica que, si por circunstancias sobrevenidas se incrementan los beneficios del contratista derivados del contrato de obra sobre aquellos inicialmente calculados, la Administración no podrá reducir el precio, mientras que si las circunstancias sobrevenidas disminuyen el beneficio calculado, o incluso producen pérdidas, serán por cuenta del contratista, sin que éste pueda exigir un incremento del precio o una indemnización».
Este principio es invocado en sentencias judiciales sobre casos en los que un adjudicatario de una licitación pública reclama una compensación porque considera que se han producido hechos no previstos en los pliegos de condiciones. Salvo que estos hechos sean muy relevantes y realmente no podían ser previstos a partir de la situación que se daba entonces, las sentencias suelen fallar contra el adjudicatario aplicando el principio de riesgo y venturaː se metía en un negocio y debía saber que le podía salir bien o mal.
Existen especialidades del principio de riesgo y ventura en relación con el contrato de obras.